# Ахалкалакское плоскогорье
Ахалкала́кское плоского́рье (Ахалкала́кское плато́) — плато в Закавказье, расположенное в южной части Грузии. Западная часть Джавахетского нагорья.

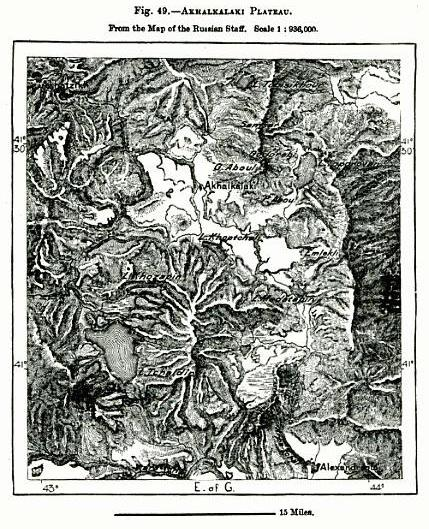
Карта Ахалкалакского плато 1891 года

Средняя высота составляет от 1700 до 1800 м, на юго-востоке — до 2000 м. Поверхность плато пересечена холмистыми грядами и горными массивами вулканического и тектонического происхождения. Множество озёр: Паравани, Табацкури. Плато покрыто чернозёмными почвами; большая часть территории распахана.